# Ernst Moritz Geyger

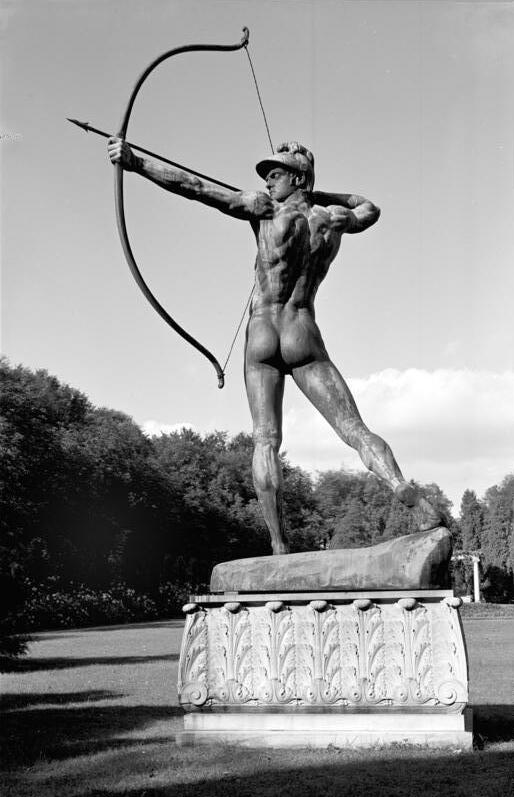
Bågskytten vid Sanssouci.

Ernst Moritz Geyger, född 9 november 1861 i Rixdorf (numera en del av Berlin), död 29 december 1941 nära Florens, var en tysk konstnär.
Geyger framträdde först med porträtt och djurbilder i olja men övergick snart till grafiken och nådde stort anseende genom sina karaktärsfulla djursatirer i kallnålsradering. Även som skulptör ägnade han sig åt djurskildringar i naturalistiskt utförande, bland dessa märks hans Apfontän i Breslau och en tjur i marmor i Berlins Tiergarten. Geygers främsta verk var en monumental bågskytt i brons vid Sanssouci, Potsdam.